# Juana Viale
Juana Viale (Buenos Aires, 8 o 15 de abril de 1982) es una actriz y presentadora argentina.

## Carrera
Comenzó su carrera como actriz en el año 2003, cuando Marcelo Tinelli (productor de la telenovela) la convence para actuar y entra con su primer papel de villana en la segunda etapa de Costumbres argentinas.
En 2004 actuó en la serie de Telefé Sangre fría, protagonizada por Mariano Martínez y Dolores Fonzi. En 2005 trabajó en la telenovela Doble vida emitida por el canal argentino América. Protagonizó dos capítulos de Mujeres asesinas en 2005 y 2008. En cine debutó en el filme Radio Corazón junto a la famosa actriz de Chile, Claudia Di Girolamo, y luego actuó en El cine de Maite y fue una de las protagonistas de Las viudas de los jueves en 2009.
En 2010 obtiene su primer papel protagónico en la telenovela Malparida, encarnando a Renata, que marca por primera vez en las telenovelas argentinas que una protagonista sea villana y asesina.
En 2011 debuta en teatro en la obra La celebración y en cine protagoniza la película La patria equivocada. Al año siguiente participa en dos episodios del unitario La dueña, protagonizada por su abuela, Mirta Legrand.
En 2013 realiza una participación especial como villana en la telecomedia de El Trece Solamente vos junto a Adrián Suar y Natalia Oreiro. Al año siguiente vuelve a participar como villana invitada en Mis amigos de siempre. En cine coprotagoniza la película Mala, protagonizada por Florencia Raggi.
En 2014 reemplaza a su abuela conduciendo una emisión del ciclo Almorzando con Mirtha Legrand, por la pantalla de El trece, siendo su debut como conductora. Participa en las serie chilena Sudamerican Rockers y en la argentina Las 13 esposas de Wilson Fernández.
En 2015 actúa en el filme Tuya, y en la miniserie Malicia, junto al Puma Goity, Ana Celentano y Mario Alarcón.
Viale concursó en el reality show de baile Bailando por un sueño conducido por Marcelo Tinelli donde obtuvo el decimocuarto puesto tras cinco meses de competencia. 
En Netflix  protagoniza la serie "Estocolmo" junto a Luciano Caceres,Esteban Lamothe y grandes actores como Adriana Barraza y Fernanda Mistral
En 2018 protagoniza Edha, serie de Netflix junto a Andrés Velencoso, Delfina Chávez, Antonio Birabent entre otros.
Protagoniza en Chile la obra La sangre de los árboles junto con la actriz uruguaya Victoria Césperes.
En el año 2020 su abuela Mirtha Legrand debió dejar de trabajar en sus programas Almorzando con Mirtha Legrand y La noche de Mirtha al ser una persona de riesgo durante la pandemia de COVID-19 en Argentina. Juana Viale la reemplazó al frente de ambos programas durante aquel año y en el siguiente. 
En el año 2021, la actriz estrenó una nueva serie en Amazon Prime Video, la cual se tituló Causalidad.

## Vida personal
Es nieta de la actriz y conductora de televisión Mirtha Legrand y del director de cine Daniel Tinayre, e hija de la conductora de televisión Marcela Tinayre y de Ignacio Viale Del Carril. Tiene un hermano, Ignacio "Nacho" Viale, quien es productor de televisión, y tres medio hermanos: por parte de padre, Matías y Manuela Viale, quien es actriz, y por parte de madre, Rocco.
Entre 2002 y 2005 estuvo en una relación con el músico Juan De Benedictis, hijo del cantautor argentino Piero. Tuvieron una hija, Ámbar, nacida en 2003. 
Entre 2005 y 2014 estuvo en pareja con el actor chileno Gonzalo Valenzuela a quien conoció en la telenovela Doble vida. Tuvieron dos hijos: Silvestre, nacido en 2008, y Alí, nacido en 2012.

## Filmografía

### Cine
| Año  | Película                 | Personaje         | Director                            |
| ---- | ------------------------ | ----------------- | ----------------------------------- |
| 2007 | Radio Corazón            | Manuela Fernández | Roberto Artiagoitía                 |
| 2008 | El cine de Maite         | Juana             | Federico Palazzo                    |
| 2009 | Las viudas de los jueves | Carla             | Marcelo Piñeyro                     |
| 2010 | La patria equivocada     | Niña Clarita      | Carlos Galettini                    |
| 2013 | Mala                     | Angélica          | Adrián Caetano                      |
| 2013 | No somos animales        | Conchita          | Alejandro Agresti                   |
| 2015 | Tuya                     | Charo             | Edgardo González Amer               |
| 2015 | Baires                   | Andrea «Andy»     | Marcelo Páez Cubells                |
| 2017 | Mariel espera            | Mariel            | Maximiliano Pelosi                  |
| 2017 | Los perros               | Antonia           | Marcela Said                        |
| 2017 | Más que hermanos         | Sra. Bedi         | Arianne Benedetti                   |
| 2018 | Camino sinuoso           | Mía Siero         | Juan Pablo Kolodziej                |
| 2020 | Trópico                  | Lena Morán        | Sabrina Farji                       |
| 2021 | Lo inevitable            | Juana             | Fercks Castellani                   |
| 2021 | Causalidad               | Claudia Mariño    | Ignacio Luppi                       |
| 2022 | El paraíso               | Madame Safó       | Fernando Sirianni y Federico Breser |
| 2023 | Recursos humanos         | Verónica          | Jesús Magaña                        |
| 2024 | Virgen rosa              | Josefina          | Dennis Smith                        |
| 2025 | Los elegidos             | Romina            | Rodrigo H. Vila                     |

### Televisión
| Año       | Título                             | Personaje                                  | Canal      |
| --------- | ---------------------------------- | ------------------------------------------ | ---------- |
| 2003-2004 | Costumbres argentinas              | Carolina Martínez                          | Telefe     |
| 2004      | Sangre fría                        | Irina Bustamante                           | Telefe     |
| 2005      | Doble vida                         | Paula Olmos                                | América TV |
| 2005      | Mujeres asesinas 1                 | Ana Drollfi "Ep2: Ana D., mujer corrosiva" | El trece   |
| 2006      | Se dice amor                       | Dolores Ocampo                             | Telefe     |
| 2008      | Mujeres asesinas 4                 | Marta "Ep3: Marta, manipuladora"           | El Trece   |
| 2008-2009 | Por amor a vos                     | Bárbara Cortés                             | El Trece   |
| 2010-2011 | Malparida                          | Renata Medina                              | El Trece   |
| 2011      | Los Únicos                         | Ella misma (Cameo)                         | El Trece   |
| 2012      | La dueña                           | Cecilia Peralta Ramos                      | Telefe     |
| 2013      | Solamente vos                      | Victoria O'Connor                          | El Trece   |
| 2013-2014 | Mis amigos de siempre              | Delfina Correa                             | El Trece   |
| 2014      | Sudamerican Rockers                | Celeste                                    | CHV        |
| 2014      | Las 13 esposas de Wilson Fernández | Mónica                                     | TV Pública |
| 2015      | Malicia                            | Malena Sanz                                | TV Pública |
| 2016      | Los ricos no piden permiso         | Luciana Acevedo Márquez                    | El Trece   |
| 2016      | Estocolmo                          | Rosario Santa Cruz                         | Netflix    |
| 2018      | Edha                               | Edha Abadi                                 | Netflix    |
| 2022      | Último primer día                  | Zoe Wagner                                 | Flow       |
| 2025      | Espartanos, una historia real      | María Laura                                | Disney+    |

| Año             | Programa                      | Rol                           | Canal      |
| --------------- | ----------------------------- | ----------------------------- | ---------- |
| 2014, 2020-2021 | Almorzando con Mirtha Legrand | Conductora reemplazante       | El Trece   |
| 2015            | Showmatch: Bailando 10 años   | Participante - 11.ª eliminada | El Trece   |
| 2018            | Me gusta tu canción           | Conductora                    | El Trece   |
| 2019            | Por el mundo                  | Coconductora invitada         | Telefe     |
| 2020-2021       | La noche de Mirtha            | Conductora reemplazante       | El Trece   |
| 2020            | Estelita en casa              | Invitada                      | América TV |
| 2022-presente   | Almorzando con Juana          | Conductora                    | El Trece   |

### Plataformas digitales
| Año  | Título                  | Rol        | Red  |
| ---- | ----------------------- | ---------- | ---- |
| 2020 | Historias de cuarentena | Conductora | IGTV |

### Videoclips
| Año  | Título      | Artistas                      |
| ---- | ----------- | ----------------------------- |
| 2003 | Sin tu amor | Sandra Mihanovich             |
| 2013 | El jardín   | Silvestre feat. Javiera Parra |

## Teatro
| Año       | Obra                           |
| --------- | ------------------------------ |
| 2011      | La celebración                 |
| 2015-2018 | La sangre de los árboles       |
| 2016-2017 | Noche corta                    |
| 2019      | El ardor                       |
| 2019      | Cuarenta días, cuarenta noches |
| 2023      | Trafico (Madrid)               |

## Premios y nominaciones
| Año  | Organización                               | Categoría                               | Trabajo                                            | Resultado | Ref(s) |
| ---- | ------------------------------------------ | --------------------------------------- | -------------------------------------------------- | --------- | ------ |
| 2003 | Premios Martín Fierro                      | Artista revelación                      | Costumbres argentinas                              | Nominada  | [ 12 ] |
| 2009 | Premios Sur                                | Mejor actriz revelación                 | Las viudas de los jueves                           | Nominada  | [ 13 ] |
| 2009 | Premios Clarín                             | Revelación femenina en cine             | Las viudas de los jueves                           | Nominada  | [ 14 ] |
| 2011 | Premios Martín Fierro                      | Mejor actriz de telenovela              | Malparida                                          | Nominada  | [ 15 ] |
| 2019 | Premios Estrella de Mar                    | Revelación                              | Cuarenta días, cuarenta noches / El ardor          | Nominada  | [ 16 ] |
| 2020 | Premios Los Más Clickeados                 | Famosos con más popularidad en internet | Ella misma                                         | Ganadora  | [ 17 ] |
| 2020 | Festival Internacional de Cine de Montreal | Mejor actriz                            | Trópico                                            | Ganadora  | [ 18 ] |
| 2021 | Produ Awards                               | Mejor presentadora de televisión        | La noche de Mirtha / Almorzando con Mirtha Legrand | Nominada  | [ 19 ] |
| 2022 | Premios Martín Fierro                      | Labor en conducción femenina            | La noche de Mirtha / Almorzando con Mirtha Legrand | Ganadora  |        |